# Xyris oxylepis
Xyris oxylepis är en gräsväxtart som beskrevs av Idrobo och Lyman Bradford Smith. Xyris oxylepis ingår i släktet Xyris och familjen Xyridaceae. Inga underarter finns listade i Catalogue of Life.